# Lucjan Grabowski
Lucjan Grabowski (ur. 19 marca 1871 w Tarnowie, zm. 24 października 1941 we Lwowie) – polski astronom i geodeta, profesor astronomii sferycznej i geodezji wyższej na Politechnice Lwowskiej, członek Towarzystwa Naukowego Lwowskiego.

## Życiorys
Syn Maksymiliana i Teodory z Mayerów. W 1889 ukończył gimnazjum w Tarnowie i po jednorocznej służbie wojskowej zapisał się na studia w Uniwersytecie Jagiellońskim. W czasie studiów (od 1 października 1892 do końca września 1895) pełnił funkcję asystenta w Obserwatorium Astronomicznego Uniwersytetu Jagiellońskiego. W latach 1895–1900 studiował astronomię i nauki fizyczne na uniwersytetach w Bonn i Monachium, uzyskując stopień doktora. Zajmował się badaniami fotometrycznymi gwiazdy Nova Persei w Obserwatorium w Pułkowie koło Petersburga. Wiosną 1902 objął stanowisko adiunkta w Obserwatorium Uniwersytetu Jagiellońskiego. W 1907 pracował jako stypendysta na uniwersytecie w Stuttgarcie, a następnie w Instytucie Geodezyjnym w Poczdamie.
W marcu 1909 został powołany na profesora w katedrze miernictwa w Politechnice Lwowskiej. W 1912 dzięki swojemu wkładowi do nauki polskiej został profesorem zwyczajnym i kierownikiem Katedry Astronomii Sferycznej i Geodezji Wyższej na tejże Politechnice, na stanowisku którym pozostał aż do śmierci. W 1938 otrzymał tytuł doktora honoris causa Politechniki Warszawskiej. Po wrześniu 1939 pozostał na Politechnice Lwowskiej (nazwa okupacyjna: Lwowski Instytut Politechniczny). Po wkroczeniu Niemców do Lwowa wyrzucony z uczelni wraz z innymi profesorami.

## Ordery i odznaczenia
- Krzyż Komandorski Orderu Odrodzenia Polski (11 listopada 1936)[2]
- Krzyż Oficerski Orderu Odrodzenia Polski (9 listopada 1932)[3]

- Złoty Krzyż Zasługi

## Publikacje
Jest autorem ponad 50 prac z dziedziny astronomii, geodezji i grawimetrii. Opublikował m.in.: „Theorie des Harmonischen Analysators” (Sitzungsber. d. Akad. in Wien, 1898); „Photometrische Beobachtungen der Nova-Persei” (Mem. d. l' Acad. des Sc. de St. Petersbourg, 1902); „O błędach fizjologicznych przy pomiarach astron. za pomocą mikrometrów okultacyjnych” (Rozpr. Pol. Ak. Umiejętności, 1907); „O odwzorowaniu płaskich wiernokątnych elipsoidy obrotowej” (1928).

## Pełnione funkcje
- członek Towarzystwa Naukowego we Lwowie
- członek Akademii Nauk Technicznych w Warszawie (od 1923)
- członek Międzynarodowej Unii Astronomicznej (od 1925)
- członek Narodowego Komitetu Astronomicznego (od 1927)